# Mikołaj Baworowski (sędzia kapturowy ziemi halickiej)
Mikołaj Baworowski herbu Prus II – sędzia kapturowy ziemi halickiej.
W 1668 roku był sędzią kapturowym ziemi halickiej. Ożenił się w 1648 r. z Barbarą z Kopycińskich herbu Kopacz, córką Szymona, starosty pertykowskiego i Zofii z Małych Skotnik, zamężną 1.v za Andrzejem Kalinowskim herbu Kalinowa, łowczycem podolskim, 2.v za Janem Makowieckim, za którą dostał majątek Kopyczyńce w pow. trembowelskim na Podolu.
Pozostawił m.in. córkę Helenę, zamężną 1.v za Marcinem Mrozowickim herbu Prus III, cześnikiem buskim i podstolim grabowieckim, 2.v za Andrzejem Kakowskim herbu Kościesza, cześnikiem trembowelskim i 3.v N Porczyńskim herbu Jastrzębiec.